# Tephroseris czernijevii
Tephroseris czernijevii là một loài thực vật có hoa trong họ Cúc. Loài này được (Minderova) Holub miêu tả khoa học đầu tiên năm 1976.